# اليديلة (المهرة)

تعديل مصدري - تعديل

اليديلة هي إحدى قرى مديرية منعر التابعة لمحافظة المهرة، بلغ تعداد سكانها 51 نسمة حسب تعداد اليمن لعام 2004.